# Anna Franchi
Anna Franchi (née le 15 janvier 1867 à Livourne et morte le 4 décembre 1954 à Milan est une écrivaine et journaliste italienne.

## Biographie

Anna Franchi aquerelle de Giorgio Kienerk.

Caricatura di Anna Franchi, Ruggero Focardi.

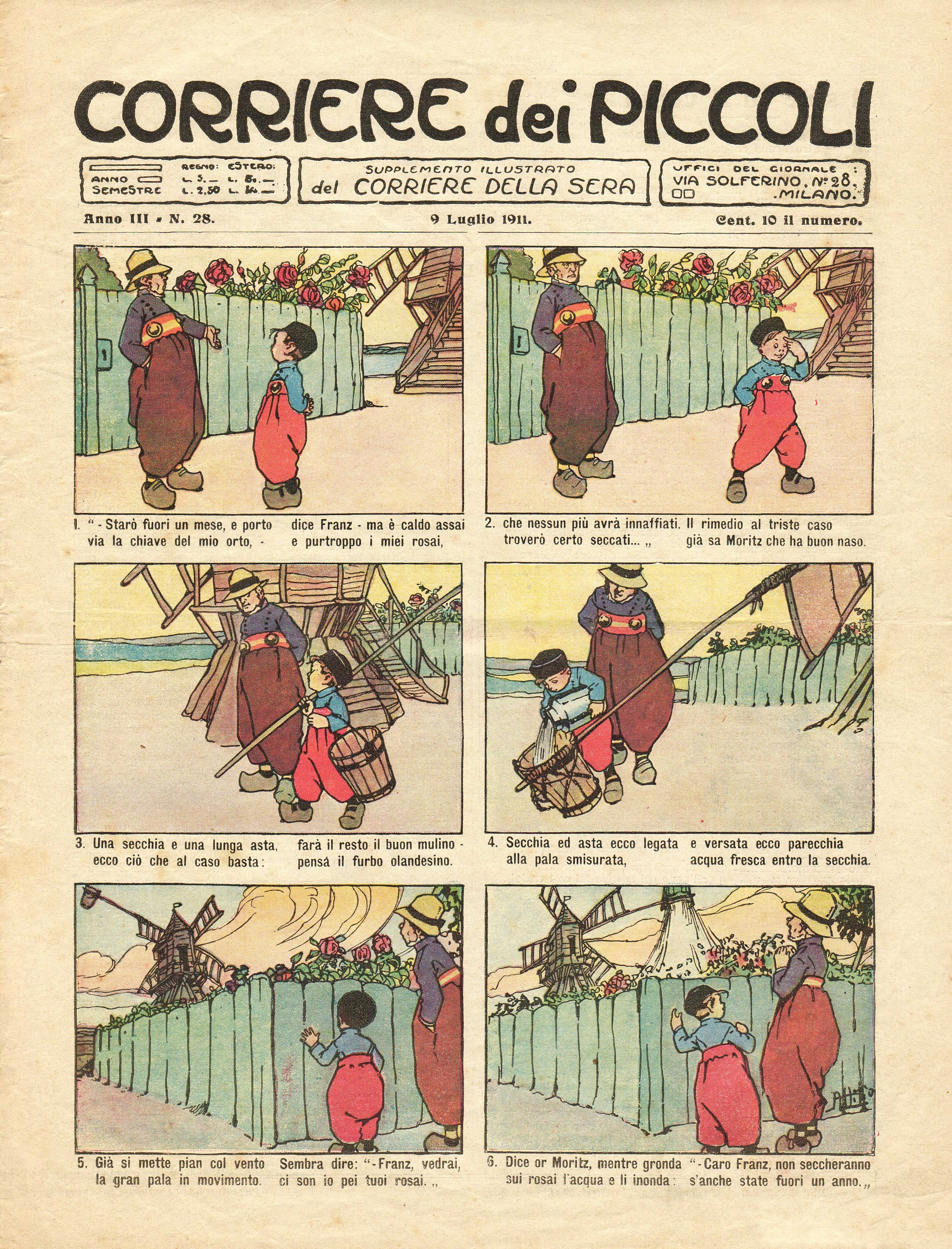
Corrierino dei Piccoli.

Née dans une famille bourgeoise le 15 janvier 1867 à Livourne, elle est élevée dans un milieu de traditions mazziniennes. Elle apprend avec son père, Cesare, marchand, à aimer les héros du Risorgimento et les vers de Carducci. Son éducation comprend l'étude des classiques et la musique. Passionnée de piano, elle reçoit à partir de 1881 des cours d'un jeune violoniste et chef d'orchestre de Livourne, Ettore Martini, avec qui elle se produit dans divers concerts et qu'elle suit d'abord à Arezzo puis à Florence. Franchi épouse Martini en 1883. Ils ont 4 enfants: Cesare, Gino, Folco (qui ne vit qu'un an) et Ivo, né en 1889.
Le mariage s'avère bientôt être un échec et son mari déménage à Philadelphie, emmenant avec lui ses enfants Cesare et Gino. Restée seule et criblée de dettes, elle ne peut vendre ses biens sans l'autorisation de son mari comme l'exige la loi de l'époque. Cela la convainc d'adhérer aux nouvelles idées du divorce avec la publication du roman Avanti il divorce (1902) qui connaîtra un grand succès mais fera aussi scandale, suivi de l'essai, publié la même année Divorce et femme.
Elle commence sa carrière de traductrice pour subvenir à ses besoins: du français elle traduit Le Journal d'une servante d' Octave Mirbeau et Une vie de Guy de Maupassant, tandis que du latin elle traduit les Fables de Phèdre.
Elle écrit également des nouvelles et des romans pour enfants, dont le roman considéré comme son meilleur roman Le voyage d'un soldat de plomb, publié chez Salani en 1901 avec des illustrations de Carlo Chiostri, qui connaît le succès. Elle collabore en tant que journaliste pour de nombreux magazines.
Au cours de ces mêmes années, elle écrit des monographies d'artistes et de critiques d'art tels que Art et artistes toscans de 1850 à nos jours, publiés par les Alinari en 1902, et I Macchiaioli Toscani, Giovanni Fattori (1910), dont elle est l'amie. Elle est proche d'autres peintres : Macchiaioli dont Silvestro Lega et Telemaco Signorini. Elle écrit également des pièces de comédies: Par amour  (1895), mise en scène à Livourne, Aube italienne et Burchiello, toutes deux à partir de 1911, mises en scène à Milan.
En 1900, elle est inscrite au Registre des journalistes lombards, la deuxième femme après Anna Kuliscioff.
En 1909, son fils Gino retourne vivre avec elle à Milan, où elle s'est installée définitivement depuis 1906, et ensemble ils se passionnent pour les thèses anti-autrichiennes et irrédentistes de Filippo Corridoni. Son livre Città sorelle (1916) soutient ces thèses et la même année ses fils Gino et Ivo se portent volontaires. L'année suivante, le 2 septembre, arrive la nouvelle de la mort de son fils Gino Martini, lieutenant des mitrailleurs sur le Monte San Gabriele. Il reçoit une médaille d'argent posthume. En décembre, elle fonde une Ligue d'assistance pour les mères des morts et publia Il Figlio alla Guerra (Un fils à la guerre), un recueil de conférences tenues à l'Académie royale de Milan.
Pendant la période du fascisme, elle se consacre uniquement à la littérature, interrompant toutes les activités sociales et politiques. En 1921, son mari Ettore Martini meurt,.
Dans les années 1920, ont été publiés  les romans Alla Catena (À la chaîne) (1922) et La Torta di Mele (La tarte aux pommes) (1927), l'essai historique Caterina de 'Medici (1932), ainsi que des pièces de théâtre et des nouvelles pour enfants.
Dans les années 1930, elle écrit dans de nombreux magazines féminins, sous les pseudonymes de Donna Rosetta et Lyra, où il donne des conseils sur la beauté, sur les vêtements, etc. Avec le nom de Nonna Anna, elle écrit dans le Corriere dei Piccoli .
Après le 8 septembre 1943, elle s'engage dans la Résistance et publie en 1946 Choses d'hier dites aux femmes d'aujourd'hui  avec laquelle elle revendique à sa génération et aux socialistes de l'époque le mérite d'avoir mené des combats pour l'égalité et l'égalité des droits qui seront enfin mis en œuvre, comme le droit de vote. En ce sens, Franchi relie idéalement le Risorgimento, l'émancipation des femmes et la Résistance.
Anna Franchi meurt en 1954 après avoir écrit 44 volumes de romans, nouvelles et essais. Elle a collaboré avec les magazines: La Nazione, La Lombardia, Il Secolo XX, La Lettura, Nuovo Giornale di Firenze, Lavoro di Genova, L'Italia del Popolo di Milano, Gazzetta del Popolo di Roma, Corriere Toscano et autres,.

## Publications
- I viaggi di un soldatino di piombo, Salani, Firenze.
- Avanti il divorzio, Sandrom, Roma-Palermo 1902[11].
- Arte e artisti toscani dal 1850 ad oggi, Alinari, Firenze 1902[12].
- I Macchiaioli Toscani, Garzanti, Milano 1910.
- Luci dantesche, Ceschina, Milano 1955.
- Il merlo del portinaio, Sonzogno, 1920.
- Ironie, novelle, Battistelli, 1920.
- Citta, sorella.
- Alla Catena, 1922.
- La torta alle mele, 1927.
- Caterina de' Medici, 1932.
- La mia vita, Garzanti, Milan, 1940.
- Cose d'ieri dette alle donne di oggi, Hoepli, Milan, 1946.